# Kintamani (plaats)
Kintamani is een bestuurslaag in het regentschap Bangli van de provincie Bali, Indonesië. Kintamani telt 7747 inwoners (volkstelling 2010).